# Guillaume des Rotours
Guillaume des Rotours, né le 1er juillet 1888 à Cambrai (Nord) et décédé le 4 août 1970 à Pouilly-sur-Loire (Nièvre) est un homme politique français.

## Biographie
Il est issu d'une famille noble originaire de la commune des Rotours en Normandie (noblesse d'ancienne extraction sur preuves de 1448), dont son père, son grand-père et son arrière-grand-père ont tous été maires, conseillers généraux et députés d'Avelin. Il poursuit ses études au collège Saint-Joseph de Lille tenu par les jésuites. Il entre lui-même en politique en devenant conseiller d'arrondissement d'Orchies en 1903. Maire d'Avelin en 1919, puis, la même année, élu député sur la liste du Bloc national. Il rejoint alors le groupe de l'Entente républicaine démocratique, puis, réélu en 1924 et 1928, l'Union républicaine démocratique, qui sont successivement les deux grands groupes de la Fédération républicaine.
Comme beaucoup de membres de la F.R., il la quitte au début des années 1930, alors que celle-ci entame un très net virage à droite. Il rejoint alors l'Alliance démocratique, plus modérée. En 1932, il rejoint le groupe des Républicains de gauche, affilié à l'Alliance, à la Chambre des députés.
En 1935, il se présente à une élection sénatoriale partielle. Élu, il siège à partir de 1936 et rejoint le groupe centriste de l'Union démocratique et radicale, proche des Radicaux indépendants. En 1937, il devient également conseiller général du Nord. Guillaume des Rotours vote, le 10 juillet 1940, en faveur de la remise des pleins pouvoirs au Maréchal Pétain et se retire de la vie parlementaire,.

## Sources
- « Guillaume des Rotours », dans le Dictionnaire des parlementaires français (1889-1940), sous la direction de Jean Jolly, PUF, 1960 [détail de l’édition]